# فيلق الجيش الخمسون (الفيرماخت)
فيلق الجيش الخمسون (L. Armeekorps) فيلقًا في الجيش الألماني خلال الحرب العالمية الثانية.

## القادة
- الجنرال دير كافاليري ( اللفتنانت جنرال ) جورج ليندمان، 1 أكتوبر 1940   - 19 يناير 1942
- الجنرال دير كافاليري ( اللفتنانت جنرال ) فيليب كليفيل، 19 يناير 1942   - 3 مارس 1942
- الجنرال دير إنفانتري ( اللفتنانت جنرال ) هربرت فون بوكمان، 3 مارس 1942   - 20 يوليو 1942
- الجنرال دير كافاليري ( اللفتنانت جنرال ) فيليب كليفيل، 20 يوليو 1942   - 17 سبتمبر 1943
- جنرال دير إنفانتري ( اللفتنانت جنرال ) فيلهلم فيجنر، 17 سبتمبر 1943   - 24 سبتمبر 1944
- Generalleutnant ( اللواء ) Hans Boeckh-Behrens ، 24 سبتمبر 1944   - 24 أكتوبر 1944
- الجنرال دير جبيرجستروب ( اللفتنانت جنرال ) فريدريش-جوبست فولكامر فون كيرشنسيتنباخ، 25 أكتوبر 1944   - 11 أبريل 1945
- Generalleutnant ( اللواء ) Erpo Freiherr von Bodenhausen ، 12 أبريل 1945   - 8 مايو 1945

## منطقة العمليات
- ألمانيا - أكتوبر 1940 - أبريل 1941
- البلقان - أبريل 1941 - يونيو 1941
- الجبهة الشرقية ، القطاع الشمالي - يونيو 1941 - أكتوبر 1944
- جيب كورلاند - أكتوبر 1944 - مايو 1945

## روابط خارجية
- "L. Armeekorps". Lexikon der Wehrmacht. مؤرشف من الأصل في 2025-01-25. اطلع عليه بتاريخ 2011-03-08.